# Ron Capewell
Ronald Capewell (26 tháng 7 năm 1929 – 16 tháng 8 năm 2016) là một cầu thủ bóng đá người Anh từng thi đấu ở Football League cho Sheffield Wednesday và Hull City đầu thập niên 1950. Ông cũng thi đấu bóng đá non-league cho Kiveton Park và King's Lynn.